# Oreo bushbay
Oreo bushbay es una especie de araña del género Oreo, de la familia Trachycosmidae, orden Araneae.
Se distribuye por Australia, Australia Occidental. Fue piblicada en Bulletin of the American Museum of Natural History 271, September 19.